# Тіт Помпоній Прокул Вітразій Полліон
Тіт Помпоній Прокул Вітразій Полліон (лат. Titus Pomponius Proculus Vitrasius Pollio; ? — до 180) — державний і військовий діяч Римської імперії, консул 150 і 176 років.

## Життєпис
Походив з патриціанського роду Вітразіїв. Син Тіта Вітразія Полліона, консула-суффекта 137 року.
Свою кар'єру розпочав за імператора Адріана. Послідовно призначався на посади: магістра монетного двору, квестора, претора, praefectus alimentorum. У 150 році став консулом-суффектом.
У 156–159 роках як імператорський легат—пропретор керував провінцією Нижня Мезія, а з 164 до 167 року - провінцією Ближня Іспанія. У 167–168 роках як проконсул очолював провінцію Азія.
У 168–175 роках фактично керував військами імператора Луція Вера під час війни проти маркоманів, квадів й сарматів. За свою звитягу отримав статуї на Форумі Траяна. У 176 році призначений ординарним консулом, разом з Марком Флавієм Апером. Згодом брав участь у Другій маркоманській війні. Помер під час походу.